# 俄斯特拉发
俄斯特拉發（捷克語：Ostrava，[ˈostrava] ⓘ），旧称奥斯特劳（德語：Ostrau，[ˈɔstʁaʊ] ⓘ），位於摩拉維亞東北部，是摩拉維亞-西里西亞州首府以及捷克第三大城市，还是捷克第2大都市圈，仅次于布拉格。同时他还是享有更多法律权利的自治市的行政中心。该市是2015年欧洲文化之都的候选城市。它位于奧得河、奧帕瓦河、奥斯特拉维采河以及卢奇纳河的交汇处。在历史上该市的发展很大程度上受当地优质黑煤的开采以及进一步利用的影响，并在捷克斯洛伐克社会主义时期被人们看作是一个工业城市，被称为“共和国钢都”。现在许多重工业企业已倒闭或是改制。人口約28萬。

## 友好城市
| - 中国 沈阳 - 俄羅斯 伏尔加格勒 - 英国 考文垂 - 波蘭 卡托维兹 - 德国 德累斯顿 |  | - 斯普利特 - 希腊 比雷埃夫斯 - 斯洛伐克 科希策 - 匈牙利 米什科尔茨 - 美国 匹兹堡 |